# Ковригино (Дмитровский городской округ)
Ковригино — деревня в Дмитровском районе Московской области, в составе сельского поселения Якотское. Население — 245 чел. (2010). До 2006 года Ковригино входило в состав Якотского сельского округа.
По названию бывшего села названо Ковригинское шоссе в Дмитрове.

## История
Ранее деревня входила в состав Тимоновской волости. 
По Исповедальным книгам 1751 года в Тимоновском церковном округе сельцо Ковригино является отдельным помещичьим владением. В сельце помещичий двор и 4 крестьянских двора.
В первые годы советской власти Ковригино входило в состав Тимоновского сельсовета. 
На 1926 год согласно Всесоюзной переписи в Ковригино проживало 71 мужчина, 71 женщина (142 человека) в 32 хозяйстве.
В 1939 году Тимоновский сельсовет был расформирован, Ковригино вошло в состав Ольявидовского сельсовета. 
В конце 1950-х годов после укрупнения сельсоветов, после расформирования колхоза, сельскохозяйственные земли вошли в состав укрупнённого совхоза «Будённовец».
Возле поселения располагалась бывшая военчасть № 722 зенитно-ракетного полка ПВО.

## Расположение
Деревня расположена в северо-восточной части района, примерно в 13 км к северо-востоку от Дмитрова, на возвышенном водоразделе рек Шибовки и Ветелки (левые притоки Дубны), высота центра над уровнем моря 194 м. Ближайшие населённые пункты — Лифаново и Михеево-Сухарево на северо-востоке и Носково на юге.Недалеко от деревни располагается бывшая воинская часть и позиции ПВО,брошенные в 2006г.

## Население
| 2002 | 2006 | 2010 |
| ---- | ---- | ---- |
| 6    | →6   | ↗245 |